# Jacques Natanson (homme de théâtre)
Pour les articles homonymes, voir Jacques Natanson et Natanson.
Ne doit pas être confondu avec Jacques Natanson (pédagogue).
Jacques Natanson est un écrivain, scénariste, réalisateur et dialoguiste français, né  à Asnières-sur-Seine le 15 mai 1901 et mort au Bugue le 19 mai 1975.

## Biographie
Il n'est encore qu'un adolescent quand il commence à écrire des pièces de théâtre qui connaissent un grand succès à Paris, comme L'Âge heureux en 1922 et surtout Le greluchon délicat en 1925. Sa pièce L'infidèle éperdu a été choisie par Gustave Quinson pour inaugurer le théâtre de la Michodière le 16 novembre 1925. Certaines de ses œuvres sont créées et diffusées sur les ondes de la radiodiffusion française avant d'être publiées : c'est par exemple le cas d' Un valet de comédie, créé à la radio  le 12 janvier 1945 dans la  série des Mélimélodrames , mise en ondes de Jean d'Yd, et publié en 1947 dans Les publications théâtrales "G.T.".
Cette activité d'auteur dramatique le met en contact avec le monde du cinéma, pour lequel il adapte en 1929 Le Greluchon délicat, renommé pour l'occasion Anschluß um Mitternacht. Il exerce ensuite les fonctions de directeur artistique sur plusieurs films avant de participer en 1931 au scénario de Un soir de rafle aux côtés de Henri-Georges Clouzot et Henri Decoin. 
Mais il préfère revenir à l'écriture et rédige les dialogues de longs-métrages comme Michel Strogoff en 1936 puis le scénario de Salonique, nid d'espions de Georg Wilhelm Pabst en 1936.
Il est surtout connu pour sa collaboration avec le réalisateur Max Ophüls, pour lequel il écrit de nombreux scénarios et dialogues, notamment pour La Ronde (1951, qui lui vaut une nomination aux Oscars), Le Plaisir (1952) et Lola Montès (1955).
En 1941, son portrait est affiché dans l'exposition Les Juifs et la France dans la section Les Juifs, maîtres du cinéma français accompagnée de ce texte : « Les créateurs juifs imposaient des Juifs dans les films français au détriment des acteurs et des techniciens français. »
L'une de ses pièces les plus connues, Le Greluchon délicat, a été reprise dans l'émission Au théâtre ce soir en 1978 et son roman La Nuit de Matignon a été adapté à la télévision en 1982. Colette le qualifiait d'« auteur dramatique le plus doué de sa génération ».

## Œuvres

### Théâtre
- 1921 : L'âge heureux, comédie en 3 actes ("Renaissance du livre")
- 1922 : L'enfant truqué, comédie en 3 actes ("Librairie théâtrale")
- 1923 : Les Amants saugrenus, comédie en 3 actes  ("Renaissance du livre")
- 1925 : Le greluchon délicat, comédie en 3 actes  ("Renaissance du livre")
- 1925 : L'infidèle éperdue, théâtre de la Michodière, 17 novembre, comédie en 3 actes  ("Renaissance du livre")
- 1927 : Knock Out de Jacques Natanson et Jacques Théry, théâtre Édouard VII, 3 actes
- "La 40 CV du Roi", comédie en 3 actes, d'après Orbok
- 1929 : Je t'attendais, comédie en 3 actes et 4 tableaux, représentée pour la première fois au théâtre Michel, le 29 décembre 1928 ("Petite Illustration n° 460")
- 1933 : Fabienne, comédie en 3 actes ("Œuvres libres")
- 1934 : Michel,  comédie en 3 actes ("Œuvres libres")
- 1934 : "L'été", comédie en 3 actes, représentée pour la première fois pour l'inauguration de la Nouvelle Comédie, le 2 octobre 1934, ("Petite Illustration n° 706"),
- "Le livre d'or", comédie en 1 acte
- "Jeux d'esprits", 3 actes avec V. Vernon, d'après Noël Coward
- "Le plongeur de chez Maxime", comédie en 1 acte, ("Publications théâtrales G.T.")
- 1945 : Un valet de comédie, comédie en 1 acte, créée sur les ondes de la Radiodiffusion française le 12 janvier 1945 ("Publications théâtrales G.T.", 1947)

### Romans
- Manigances, éditions de la Nouvelle France, 1946
- Le Club des Ex, éditions du Bateau ivre, 1948
- La nuit de Matignon, Calmann-Lévy, 1960

## Filmographie

### Réalisation
- 1933  : La Fusée
- 1934 : Maître Bolbec et son mari
- 1935 : Le Clown Bux
- 1935 : Les Gais Lurons, coréalisé avec Paul Martin

### Scénarios et dialogues
- 1933 : Volga en flammes de Victor Tourjanski
- 1934 : L'amour en cage de Karel Lamač et Jean de Limur
- 1936 : Salonique, nid d'espions (Mademoiselle Docteur) de Georg Wilhelm Pabst
- 1939 : De Mayerling à Sarajevo de Max Ophüls
- 1946 : Vertiges de Richard Pottier
- 1948 : La Nuit blanche de Richard Pottier
- 1950 : La Ronde de Max Ophüls
- 1951 : Le Plaisir de Max Ophüls
- 1952 : La Dame aux camélias de Raymond Bernard

### Dialogues
- 1930 : Monsieur le duc de Jean de Limur
- 1931 : Un soir de rafle de Carmine Gallone
- 1932 : Ne sois pas jalouse d'Augusto Genina
- 1933 : L'Ordonnance de Victor Tourjansky
- 1933 : Paprika de Jean de Limur
- 1933 : Une femme au volant de Pierre Billon et Kurt Gerron
- 1934 : Incognito de Kurt Gerron
- 1934 : La Chanson de l'adieu de Géza von Bolváry et Albert Valentin
- 1934 : Les Nuits moscovites d'Alexis Granowski
- 1935 : Quadrille d'amour  de Richard Eichberg et Germain Fried
- 1935 : Les Yeux noirs de Victor Tourjansky
- 1935 : Valse éternelle de Max Neufeld
- 1936 : La Garçonne de Jean de Limur
- 1936 : Tarass Boulba d'Alexis Granowski
- 1936 : Michel Strogoff de Jacques de Baroncelli et Richard Eichberg
- 1937 : La Bataille silencieuse de Pierre Billon
- 1937 : Forfaiture de Marcel L’Herbier
- 1938 : Accord final de Ignacy Rosenkranz
- 1938 : Tempête sur l'Asie de Richard Oswald
- 1945 : Sérénade aux nuages d'André Cayatte
- 1947 : Après l'amour de Maurice Tourneur
- 1948 : Ainsi finit la nuit de Emil-Edwin Reinert
- 1949 : Agnès de rien de Pierre Billon
- 1949 : Rendez-vous avec la chance de Emil-Edwin Reinert
- 1950 : L'Aiguille rouge de Emil-Edwin Reinert
- 1953 : Dortoir des grandes de Henri Decoin
- 1954 : La Rage au corps de Ralph Habib
- 1955 : Lola Montès de Max Ophüls

### Scénarios
- 1929 : Anschluss um Mitternacht de Mario Bonnard
- 1934 : Le Greluchon délicat de Jean Choux
- 1937 : Under Secret Orders de Edmond T. Gréville

### Direction artistique
- 1927 : La Sirène des Tropiques d'Henri Etiévant et Mario Nalpas

## Décorations
Officier de la Légion d'honneur (1953)